# Caimaninae
Caimaninae hay còn gọi là cá sấu Caiman là một phân họ cá sấu phân bố ở Trung và Nam Mỹ, đặc biệt là tại vùng rừng Nam Mỹ. Họ cá sấu có 5 đại diện trong chi Caiman, các loài này khác với cá sấu thực sự bởi thiếu một vách ngăn giữa các xương mũi, và giáp bụng được cấu tạo bởi các xương vảy chồng chéo, mỗi xương này được tạo thành hai cặp được liên kết nhau bằng một khâu. Một số tác giả lại chia chi này thành 3, gồm Paleosuchus và Caiman đen thành Melanosuchus. Caiman có xu hướng nhanh nhẹn hơn các loài giống cá sấu trong môi trường của chúng, và có răng dài hơn, bén hơn cá sấu thực sự.

## Tổng quan
Loài lớn nhất gần tuyệt chủng là Melanosuchus niger, hay Caiman đen của sông Amazon. Caiman đen dài đến 5 m, kỷ lục lớn nhất dài 5,79 m. Caiman đen và cá sấu Mỹ là các thành viên duy nhất trong họ Cá sấu thể hiện những mối đe dọa đối với con người. Mặc dù Caiman không được nghiên cứu sâu, các nhà khoa học đã học được rằng chu kỳ giao phối của chúng liên quan đến các chu kỳ mưa và mực nước sông, điều này tạo cơ hội sống sót cho con cái của chúng. Cá sấu Caiman là chúng là con mồi ưa thích của báo đốm, loài báo này rất thích ăn thịt cá sấu.
Thông thường với kích thước nhỏ, cá sấu Caiman nói chung không được coi là một mối nguy hiểm nghiêm trọng cho con người, những con cá sấu nhỏ hơn được coi là không có khả năng giết chết một người. Tuy nhiên, ngay cả những loài nhỏ nhất có thể gây ra vết cắn đau đớn cần phải khâu nếu bị cắn mạnh. Ngoài ra, một đứa trẻ nhỏ có thể có kích thước tương tự như con mồi của một số loài cá sấu mà không có khả năng săn những người trưởng thành. Bên cạnh đó, cá sấu caiman đen cũng là những loài gây nguy hiểm cho con người. Năm 2010, nhà sinh học Deise Nishimura đã bị mất một chân khi chiến đấu với một con cá sấu caiman đen sau 8 tháng con vật này trốn dưới thuyền của bà. Loài cá sấu này có thể dài tới 6m, hộp sọ của nó lớn và nặng hơn cá sấu sông Nile và là động vật ăn thịt đáng gờm trong các vùng sông nước Amazon. Về cơ bản chúng như các vị vua của dòng sông, chúng ăn gần như mọi thứ bao gồm những con cá Piranha, khỉ, cá rô, hươu, nai, trăn Nam Mỹ, chúng hoàn toàn có thể tấn công con người.

## Phân loài
- Phân họ Caimaninae
  - Chi †Centenariosuchus
  - Chi †Culebrasuchus
  - Chi †Eocaiman
  - Chi †Globidentosuchus
  - Chi Paleosuchus
    - Paleosuchus palpebrosus,
    - Paleosuchus trigonatus,

  - Chi †Purussaurus
  - Chi †Mourasuchus
  - Chi †Necrosuchus
  - Chi †Orthogenysuchus
  - Chi †Tsoabichi
  - Nhánh Jacarea
    - Chi Caiman
      - Caiman yacare, Cá sấu Caiman Yacare
      - Caiman crocodilus
        - Caiman caiman apaporiensis, Rio Apaporis Caiman
        - Caiman caiman fuscus, Cá sấu Caiman nâu

      - †Caiman lutescens
      - †Caiman venezuelensis
      - Caiman latirostris

    - Chi Melanosuchus
      - †Melanosuchus fisheri
      - Melanosuchus niger, Cá sấu Caiman đen

## Hình ảnh

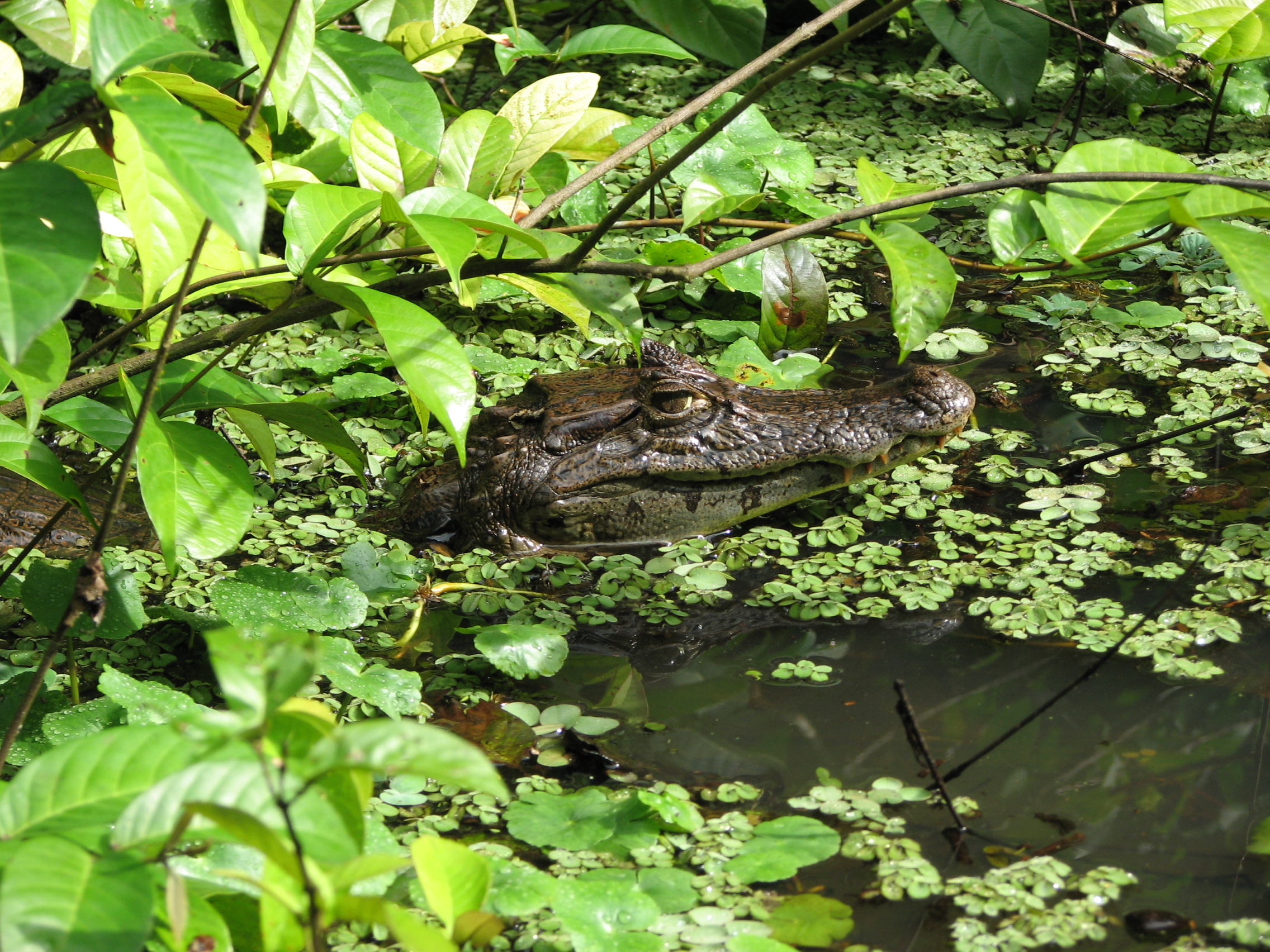
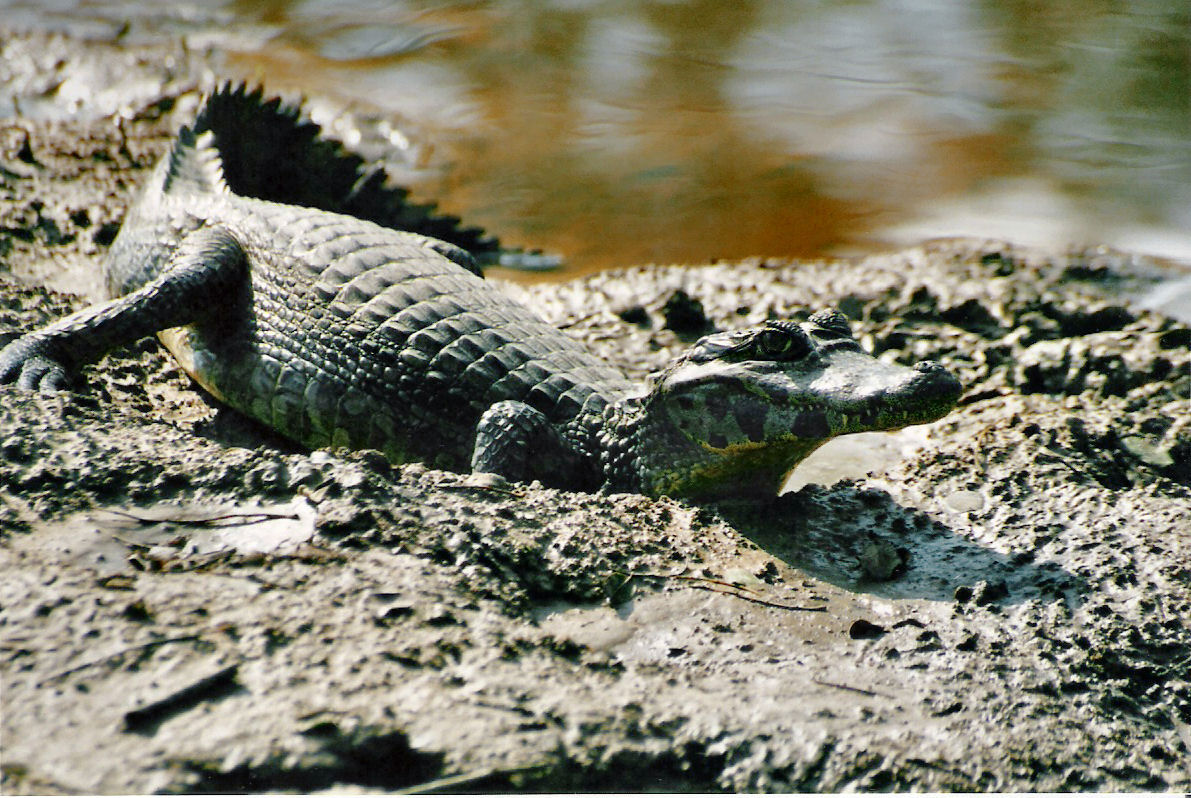
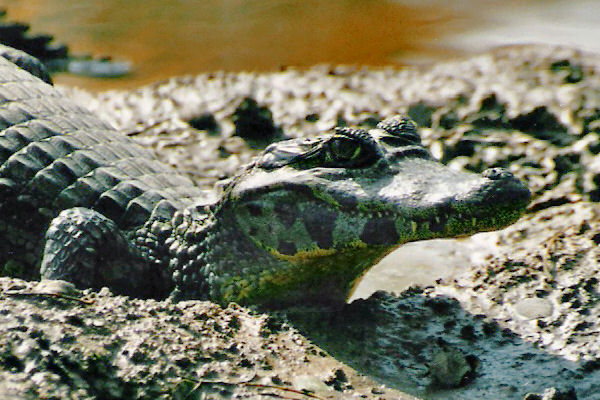
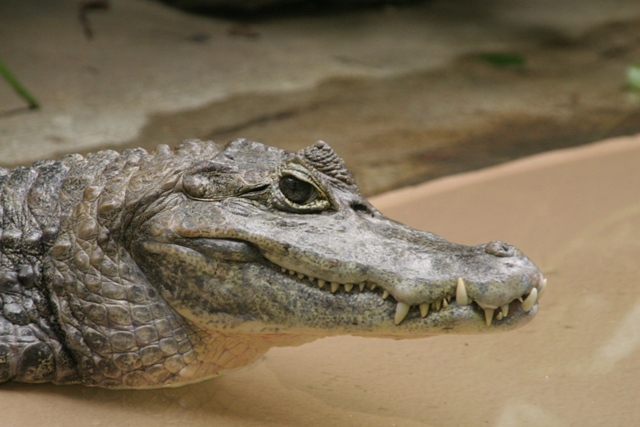
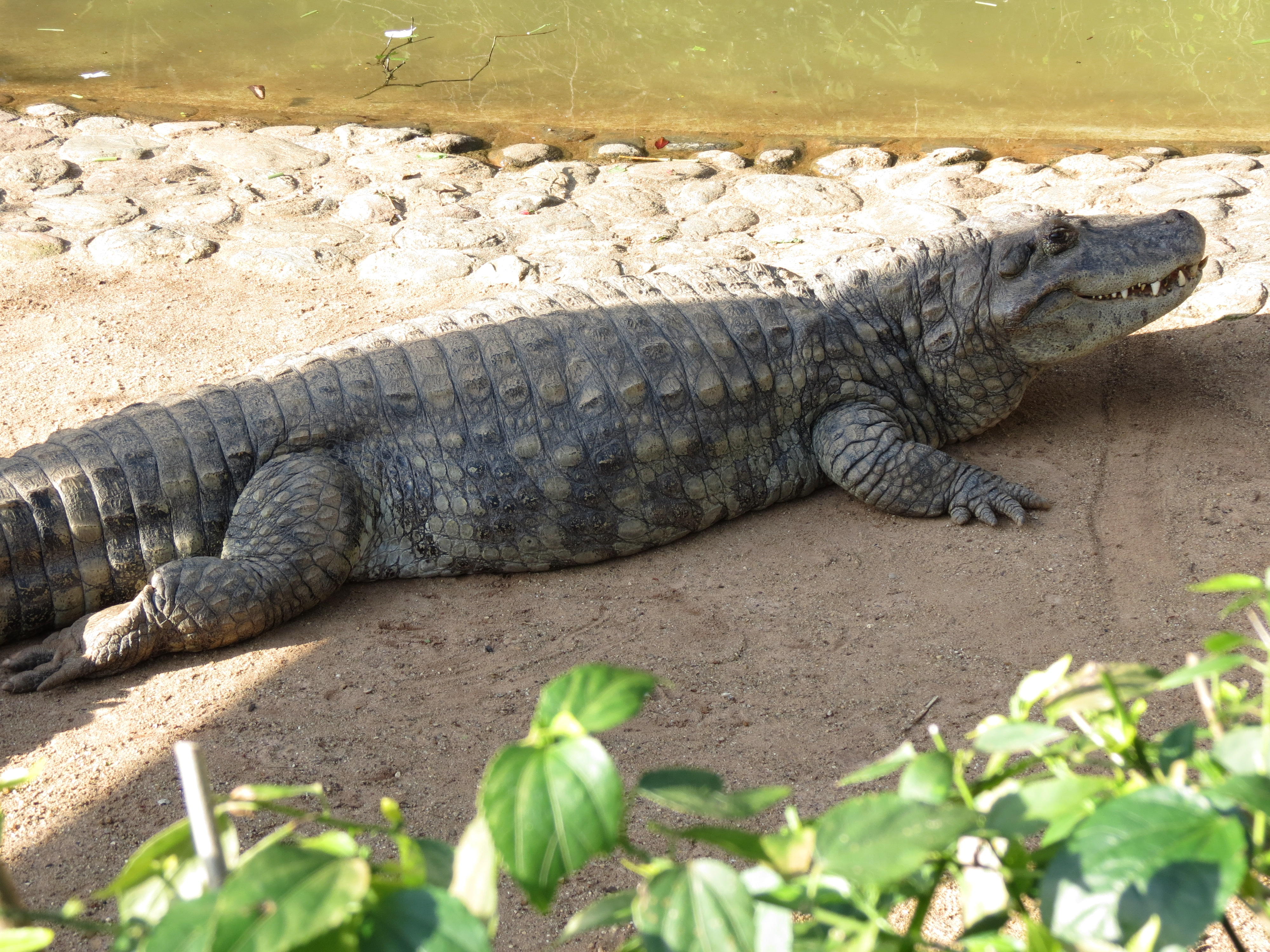
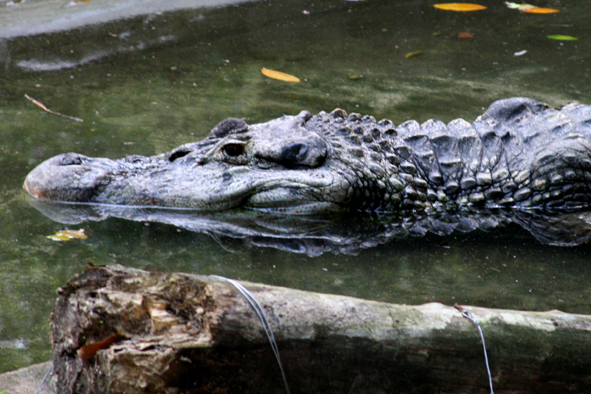
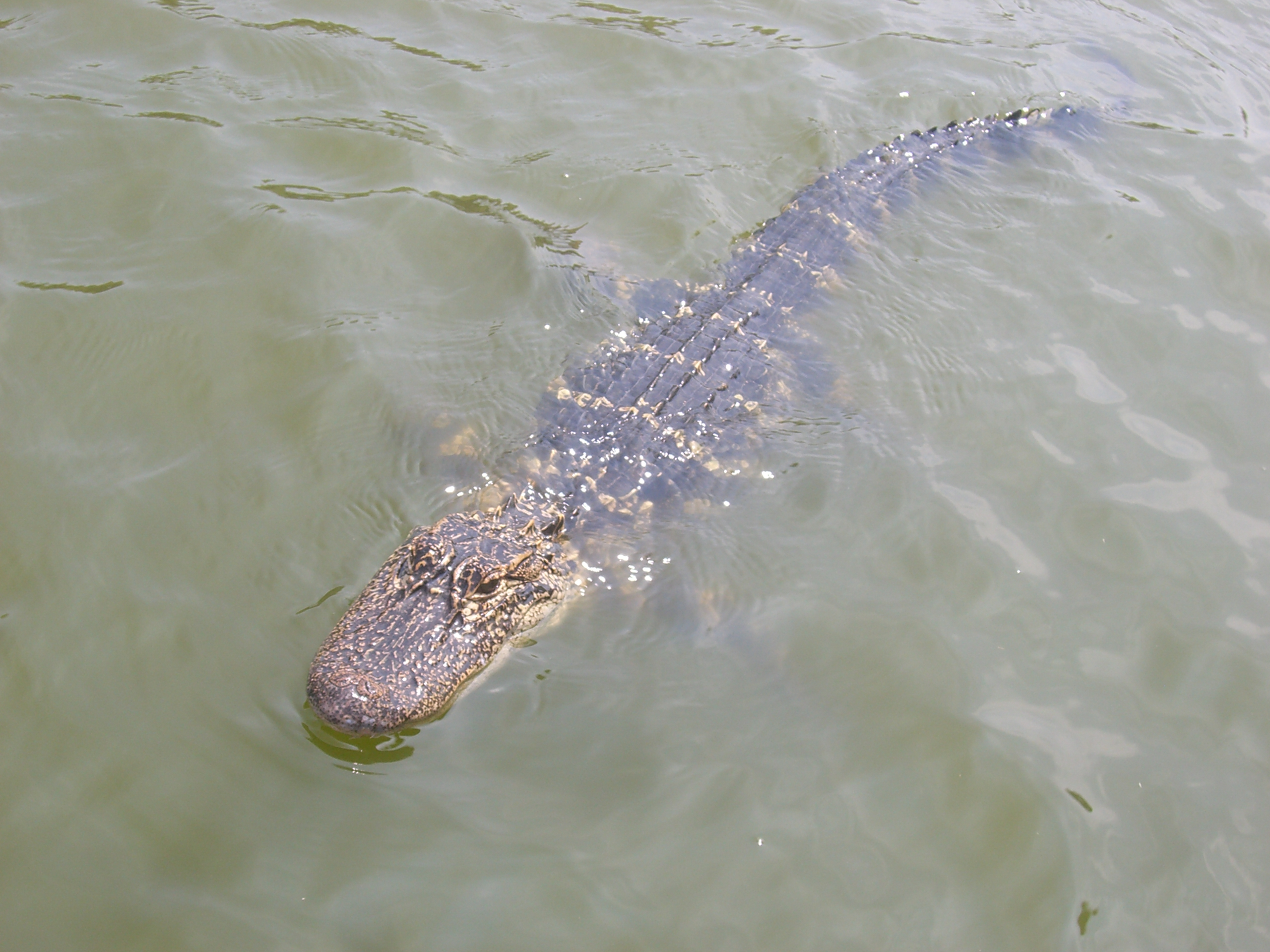